# Marty Friedman
Pour les articles homonymes, voir Friedman.
Marty Friedman (de son vrai nom Martin Adam Friedman), né le 8 décembre 1962 à Washington, D.C., est un guitariste de heavy et neo classique metal américain. Il s'est surtout illustré dans le heavy et le thrash metal, notamment en tant que guitariste soliste de Megadeth.

## Biographie

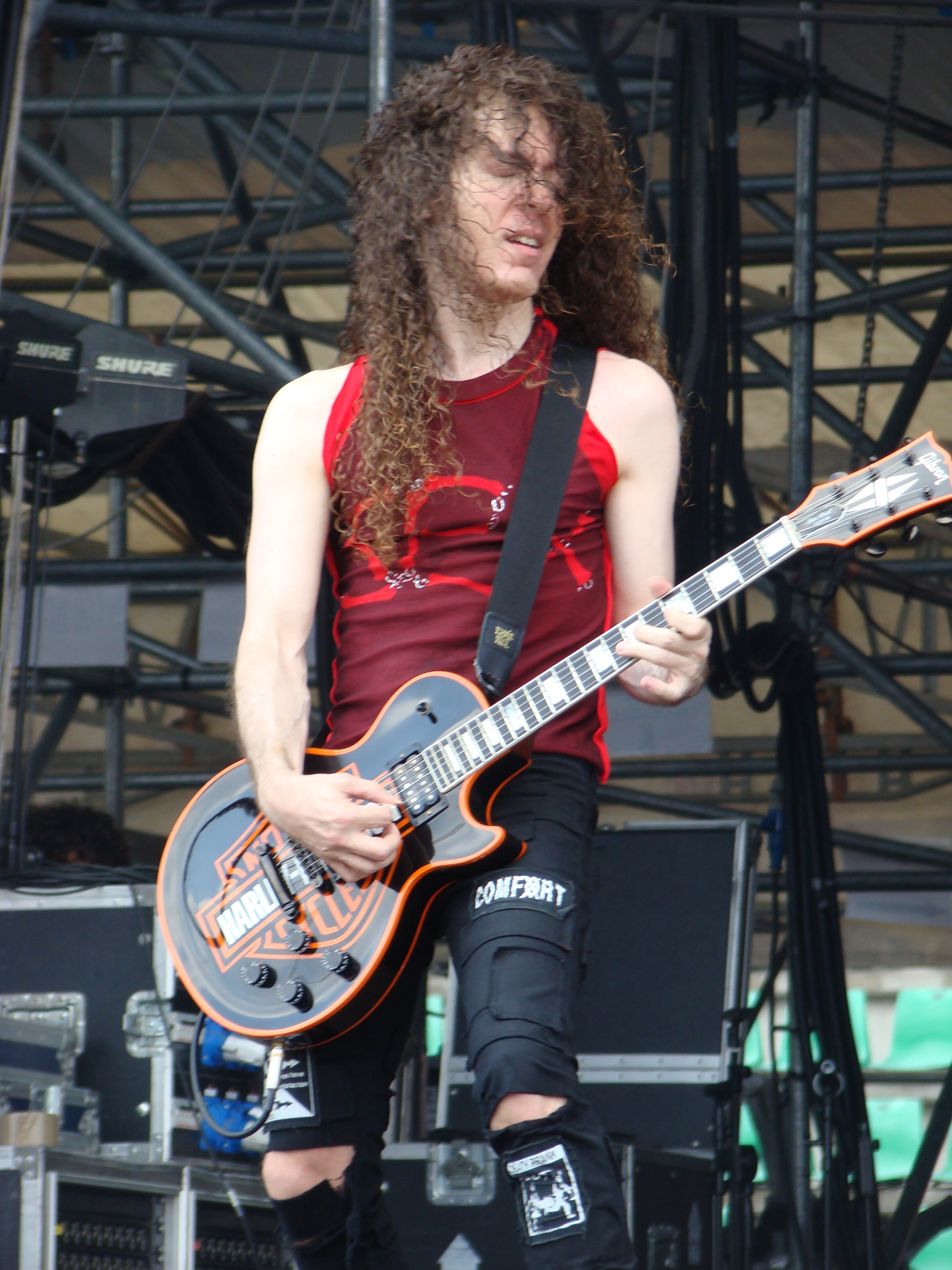
Marty Friedman en concert au festival Gods of Metal en 2009.

Issu d'une famille juive, Friedman commence la guitare après avoir vu un concert de son groupe préféré, Kiss. C'est à Hawaii qu'il forme le groupe Vixen (qui n'a toutefois rien à voir avec le groupe homonyme intégralement composé de musiciennes). Après de multiples changements de chanteur et un changement de nom (le groupe s'est fait appeler Aloha), c'est sous le nom d'Hawaii que sortent deux albums : One Nation Underground (sûrement une référence à One Nation Under a Groove des Funkadelic) et The Native Are Restless.

### Cacophony
Marty part pour créer un album solo, Speed Metal Symphony, et c'est alors qu'il rencontre Jason Becker. Très impressionné par son jeu, il l'invite à participer à son projet : ils forment le groupe Cacophony et sortent deux albums : Speed Metal Symphony et Go Off. Ces deux albums sont entrecoupés de deux albums solos : Perpetual Burn de Jason Becker à la fin de l'année 1987 et Dragon's Kiss de Marty Friedman au début de l'année 1988. Ces quatre albums sont suivis de deux tournées, une aux États-Unis et une au Japon en 1989. En 1990, le groupe se sépare mais Jason et Marty restent amis.

### La période Megadeth
En 1990, Marty rejoint Megadeth, où il remplace Jeff Young. Le leader du groupe, Dave Mustaine, ne souhaitait pas que Marty Friedman intègre le groupe en raison de sa coiffure (il avait à l'époque les cheveux teints de deux couleurs différentes), mais après avoir écouté Dragon's Kiss, et demandé conseil à sa maison de disques, il est revenu sur sa décision, et a décidé de l'engager.
Le groupe sort alors Rust in Peace : cet album est souvent considéré par les fans comme le plus bel effort de Megadeth, de par des riffs très travaillés et des solos mouvant entre lyrisme et grande vélocité. En 1992, à partir de l'album Countdown to Extinction, le groupe s'oriente petit à petit vers un son plus heavy metal, délaissant les racines thrash de leurs débuts. Cela n'empêche cependant pas les albums de Megadeth d'être de véritables succès commerciaux. Mais en 1999, l'enregistrement de Risk fait apparaître les premières tensions entre Dave Mustaine et Marty Friedman. Ce dernier désirait en effet réaliser soit un album très pop soit, à l'inverse, un album purement metal, mais ne voulait pas faire une musique qui soit à mi chemin entre ces deux styles. Il quitta donc logiquement le groupe fin 1999 après avoir enregistré cet album, et fut remplacé par Al Pitrelli. Il semble néanmoins être l'un des rares ex-membres de Megadeth à avoir gardé le contact avec Dave Mustaine.
Parallèlement à sa collaboration avec le groupe, il a publié trois albums solos : Scenes (1992), Introduction (1995) et True obsessions (1996).

### En solo
Après avoir quitté Megadeth, Marty Friedman part vivre au Japon où il s'impose comme une véritable icône du rock, notamment grâce à de nombreuses apparitions télévisées. Il a publié Music for speeding en 2003 et Loudspeaker en 2006, qui s'est classé 33e des meilleures ventes au Japon.
En 2004, il rejoint Zeta, le projet solo du musicien de trance psychédélique Takeomi Matsuura, avec qui il a publié son premier album, Zeta, paru le 4 janvier 2007.
Marty fait une incursion dans le monde du cinéma en 2008. Il incarne Paul Weinberg, un professeur d'Anglais, dans le film d'Isshin Inudō : Gūgū datte neko de aru.
Marty contribue en 2009 au jeu vidéo Sonic et le Chevalier Noir, en jouant la guitare lead sur le thème du boss final, With Me.
Il contribue aussi à la musique du boss final du jeu vidéo Bravely Default.

### Musiciens
Marty Friedman est entouré de plusieurs musiciens lors de ses tournées, les musiciens actuels sont Takayoshi Ohmura à la guitare, Ryota Yoshinari à la basse et Mitsuru Fujisawa à la batterie.

## Discographie

### AvecVixen
- Made in Hawaii (Ep, 1983)

### AvecHawaii
- One Nation Underground (1983)
- Loud Wild and Heavy (Ep, 1984)
- The Natives are Restless (1985)

### AvecCacophony
- Speed Metal Symphony (1987)
- Go Off! (1988)

### AvecMegadeth
- Rust in Peace (1990)
- Countdown to Extinction (1992)
- Youthanasia (1994)
- Hidden Treasures (1995)
- Cryptic Writings (1997)
- Risk (1999)

### En solo
- Dragon's Kiss (1988)
- Scenes (1992)
- Introduction (1995)
- True Obsessions (1996)
- Music For Speeding (2003)
- Kick Ass Rock (2006)
- Loudspeaker (2006)
- Exhibit A, Live in Europe (2007)
- Future Addict (2008)
- Tokyo Jukebox (2009)
- Bad D.N.A (2010)
- Tokyo Jukebox 2 (2012)
- Inferno (2014)
- Wall of sound (2017)
- Tokyo Jukebox 3 (2020)
- Drama (2024)

### Avec Zeta
- Zeta (2007)

### Avec Avex Music Creative
- SAMURAI STRONG STYLE (2011) VS Show Ayanocozey

### AvecNita Strauss
- The Call Of The Void (2023)

## Vidéographie

### Vidéos pedagogiques (guitare)
- Exotic Metal Guitar (1991)
- Melodic Control (1992)
- The Essential (1996)
- Guitar Kids Ganbatte! (1997)
- Electric Guitar Day One (2000)
- 99 Secret Lead Guitar Phrases (2006)

### Avec Megadeth
- Rust in peace (1990)
- Foreclosure of a Dream (1992)
- Evolver - Making of Youthanasia (1995)
- Video Hits (2005)
- Greatest Hits: Back To The Start (2005)

### En solo
- Exhibit B, Live in Japan (2007)